# Ismail Fahmi

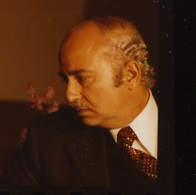
Ismail Fahmi (1975)

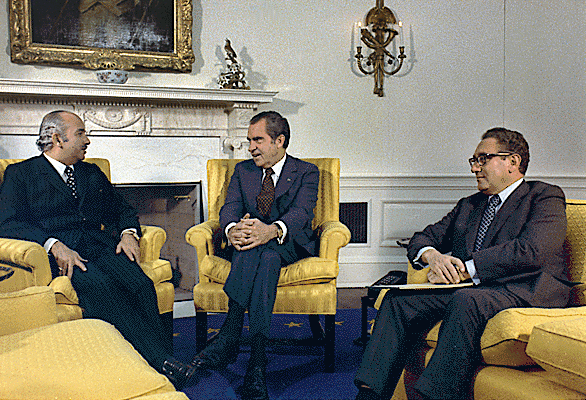
Am 31. Oktober 1973, eine Woche nach Beendigung des Jom-Kippur-Krieges, traf sich Außenminister Fahmi mit Richard Nixon und Henry Kissinger.

Ismail Fahmi (arabisch اسماعيل فهمى, DMG Ismāʿīl Fahmī, auch Ismail Fahmy; geb. 2. Oktober 1922 in Kairo, Königreich Ägypten; gest. 21. November 1997 ebenda) war ein ägyptischer Diplomat und Politiker. 1973–1977 war er ägyptischer Außenminister.

## Leben und Wirken
Ismail Fahmi wurde 1922 in Kairo als Sohn eines Rechtsanwalts geboren. Sein Studium der Politikwissenschaft an der Universität Kairo schloss er 1945 ab und trat 1946 ins ägyptische Außenministerium ein. Von 1949 bis 1957 war er Mitglied der ägyptischen Delegation bei der UNO, anschließend bis 1959 bei der IAEO. 1968–1969 war er in Österreich, 1969–1970 in Frankreich ägyptischer Botschafter. Von 1971 bis 1973 fungierte er als stellvertretender Außenminister. Nach dem Oktoberkrieg 1973 wurde er von Staatspräsident Sadat zum Außenminister ernannt, 1975 zusätzlich zum stellvertretenden Ministerpräsidenten. Diese Ämter übte er bis November 1977 aus.
In den Jahren zuvor, während seiner diplomatischen Tätigkeit, hatte Fahmi die Leitlinien formuliert, die von Ägypten zu befolgen seien, um sich nach der Ausweisung sowjetischer Fachleute ab 1971 und nach dem Oktoberkrieg 1973 schrittweise den USA anzunähern, mit dem Ziel, die im Sechstagekrieg 1967 verlorene Sinai-Halbinsel zurückzugewinnen. Diese Richtlinien wurden zunächst von Sadat aufgegriffen und befolgt. Als Sadat jedoch im November 1977 seine überraschende Reise nach Israel antrat, die im März 1979 zum Friedensvertrag zwischen den beiden Staaten führte, trat Fahmi von seinen Regierungsämtern zurück. In seinem 1983 erschienenen Buch Negotiating for Peace in the Middle East beschrieb er seine damalige „resolute Opposition“ zu Sadats Reise nach Jerusalem und fügte hinzu: „Ich glaubte, es würde die nationale Sicherheit Ägyptens gefährden, unseren Beziehungen mit den anderen arabischen Staaten schaden und unseren Führungsanspruch in der arabischen Welt zerstören.“
Nach seinem Rücktritt aus der Regierung 1977 war Fahmi als Hochschullehrer tätig. Er starb 1997 in Kairo. Sein Sohn Nabil Fahmi wurde ebenfalls Diplomat und war 2013–2014 ägyptischer Außenminister.